# Coral Bay (Wyspy Dziewicze)
Coral Bay – miasto na Wyspach Dziewiczych Stanów Zjednoczonych, na wyspie Saint John.